# Heribert van Keulen
Heribert van Keulen (Worms, ca 970 - Keulen, 16 maart 1021) was een belangrijk geestelijke in de middeleeuwen. Hij was onder andere aartskanselier van Duitsland en Italië, en aartsbisschop van Keulen. Heribert wordt tevens vereerd als rooms-katholiek heilige.

## Levensbeschrijving
Heribert van Keulen stamde vermoedelijk uit de wijdvertakte familie van de Konradijnen. De bezittingen van zijn vader Hugo, die wellicht de graventitel droeg, lagen in de Wormsgouw (nabij Worms) en de Einrichgouw (in de Taunus). Eén broer van Heribert was graaf van de Werngouw (Warngau?). Twee van diens zonen waren bisschoppen van Eichstätt. Heribert's halfbroer van moederszijde was bisschop Hendrik I van Würzburg.

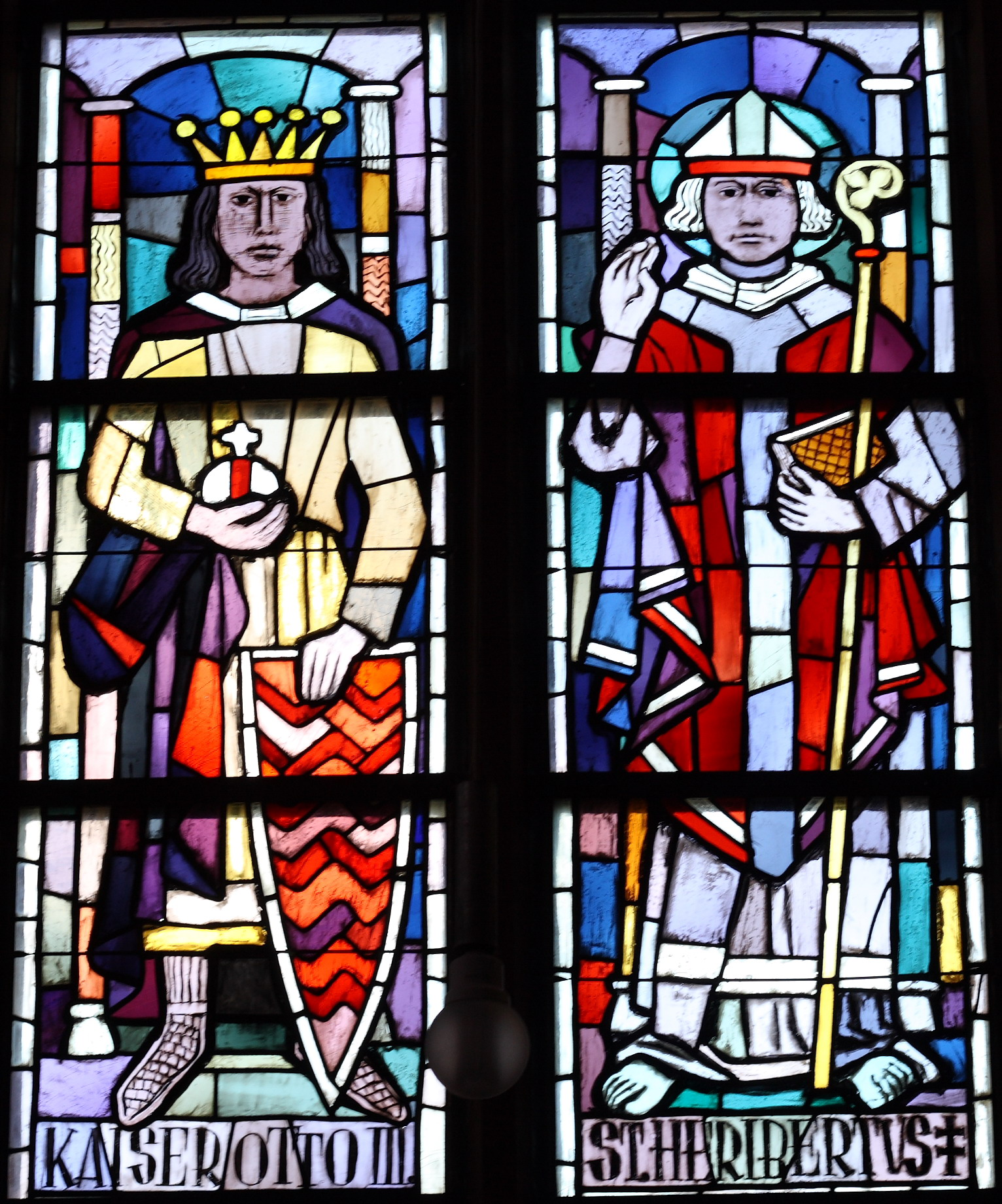
Keizer Otto III en Heribert van Keulen, glas-in-loodraam St-Heribertkerk, Kreuzau

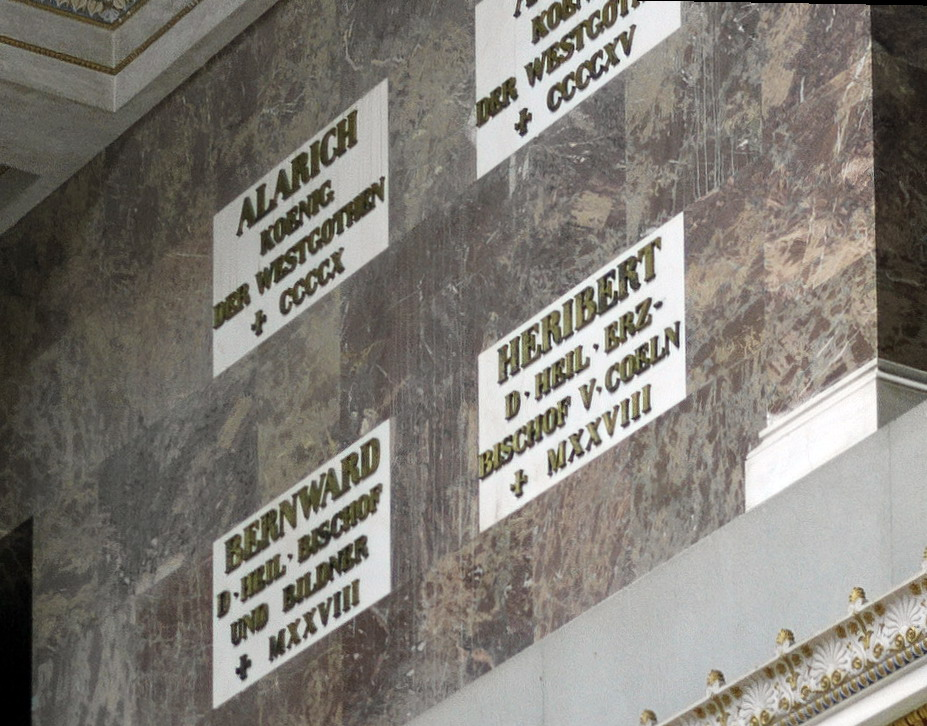
Gedenksteen Heribert, Walhalla (bij Regensburg)

Heribert werd opgevoed aan de domschool van Worms (ongeveer tegelijkertijd met de latere paus Gregorius V) en de abdij van Gorze. Hij werd vervolgens proost van het domkapittel van Worms. Bisschop Hildebold van Worms, die tevens het kanseliersambt vervulde aan het keizerlijke hof, introduceerde Heribert aan het hof van keizer Otto III, die hem in 994 tot kanselier van Italië benoemde. Een jaar later ontving Heribert zijn priesterwijding. De hem geboden mogelijkheid om bisschop van Würzburg te worden liet hij in 995/96 aan zich voorbijgaan; in zijn plaats werd zijn jongere broer Hendrik bisschop. In 998, na de dood van Hildebold, volgde hij deze op als kanselier van Duitsland.
Weer een jaar later, terwijl hij op oorlogspad was in Italië, werd hij door het Keulse domkapittel gekozen tot aartsbisschop van Keulen, een keuze die kort daarop door zowel de keizer als de paus werden bekrachtigd. Blootsvoets en deemoedig keerde hij naar Keulen terug en op eerste kerstdag 999 werd hij in de Dom van Keulen tot aartsbisschop gewijd. Aangezien Heribert ook beide kanseliersambten wist te behouden, was hij daarmee een van de machtigste mannen aan het keizerlijke hof geworden en een van de drijvende krachten achter de Renovatio imperii Romanorum (de vernieuwing van het oude Romeinse Rijk in de vorm van het Heilige Roomse Rijk - zie ook translatio imperii). Een belangrijke handeling in dat opzicht was het openen van het graf van Karel de Grote in Aken, in tegenwoordigheid van keizer Otto III.
Heribert was bij de keizer toen deze in 1002 in de burcht Paterno (bij Civita Castellana) stierf. Onder moeilijke omstandigheden begeleidde hij de lijkstoet terug naar Aken, waar de keizer begraven wenste te worden. In de daaropvolgende koningsverkiezing steunde Heribert de Konradijner hertog Herman II van Zwaben. Deze verloor echter de strijd van Hendrik II, die daarop tot Rooms-koning werd gekroond. Heribert legde daarna het kanseliersambt neer, maar bleef zich voor de Konradijnse zaak inzetten. Zo verhinderde hij in 1003 op de Synode van Dietenhofen, dat het huwelijk tussen Koenraad I van Karinthië en Mathilde van Zwaben door de bisschoppen ongeldig verklaard werd, zoals keizer Hendrik II verlangde. Toch voegde Heribert zich in 1004 bij de keizer op diens veldtocht naar Rome.
Heribert was in 1007 nauw betrokken bij de stichting van het bisdom Bamberg door Hendrik II, tegen de wens van zijn broer Hendrik, bisschop van Würzburg. Op 30 november 1015 zegende hij, samen met bisschop Balderik II van Luik, de Sint-Bartolomeüskerk in Luik in. In 1017 verzoende hij de Luxemburgers met de inmiddels tot keizer gekroonde Hendrik II. Aan het eind van zijn leven voerde Heribert de laatste wens van Otto III uit door in Deutz, vlak bij Keulen, een abdij te stichten ter ere van Maria. In 1020 kon de abdijkerk worden ingewijd.
In 1018 weigerde Heribert militaire actie te ondernemen tegen de in Zutphen ondergedoken Konradijnse graaf Otto van Hammerstein, die om tactische redenen door keizer Hendrik II was geëxcommuniceerd. Heribert bemiddelde eveneens tussen enkele andere onruststokers in het Nederrijns gebied: graaf Balderik van Duffelgouw, zijn echtgenote Adela van Hamaland en hun tegenstanders, waarbij Heriger ervoor zorgde dat Adela's omvangrijke bezittingen in kerkelijke handen kwamen. Eerder al hadden Balderik en Adela ten behoeve van het door Heribert gestichte klooster in Deutz enkele schenkingen gedaan, onder andere hoeven bij Euskirchen, Düren, Rhenen, Velp, Zetten en Rijnwijk (vermoedelijk Randwijk bij Wageningen).
Heribert stierf op 16 maart 1021 in Keulen. Hij werd in de door hem gestichte abdijkerk te Deutz bijgezet.

## Nalatenschap

### Heiligverklaring
Al kort na Heribert's overlijden in 1021, ontwikkelde zijn graf in Deutz zich tot bedevaartsoord. Al spoedig, tussen 1046 en 1060, verschenen de eerste hagiografieën van de hand van de van oorsprong Luikse monnik Lantbert van Deutz: de Vita sancti Heriberti en de Miracula sancti Heriberti (zie Bronnen).
Een officiële heiligverklaring door de paus was in de middeleeuwen nog niet gebruikelijk en heeft in het geval van Heribert waarschijnlijk nooit plaatsgevonden. Een vermeende heiligverklaring door een paus Gregorius is waarschijnlijk een vervalsing uit de 12e eeuw. In deze periode nam de verering van Heribert zeer toe, vooral onder het abbiaat van de eveneens uit de omgeving van Luik afkomstige Rupert van Deutz (1120–1129), die evenals Lantbert een Vita sancti Heriberti schreef, deels teruggaand op diens werk.

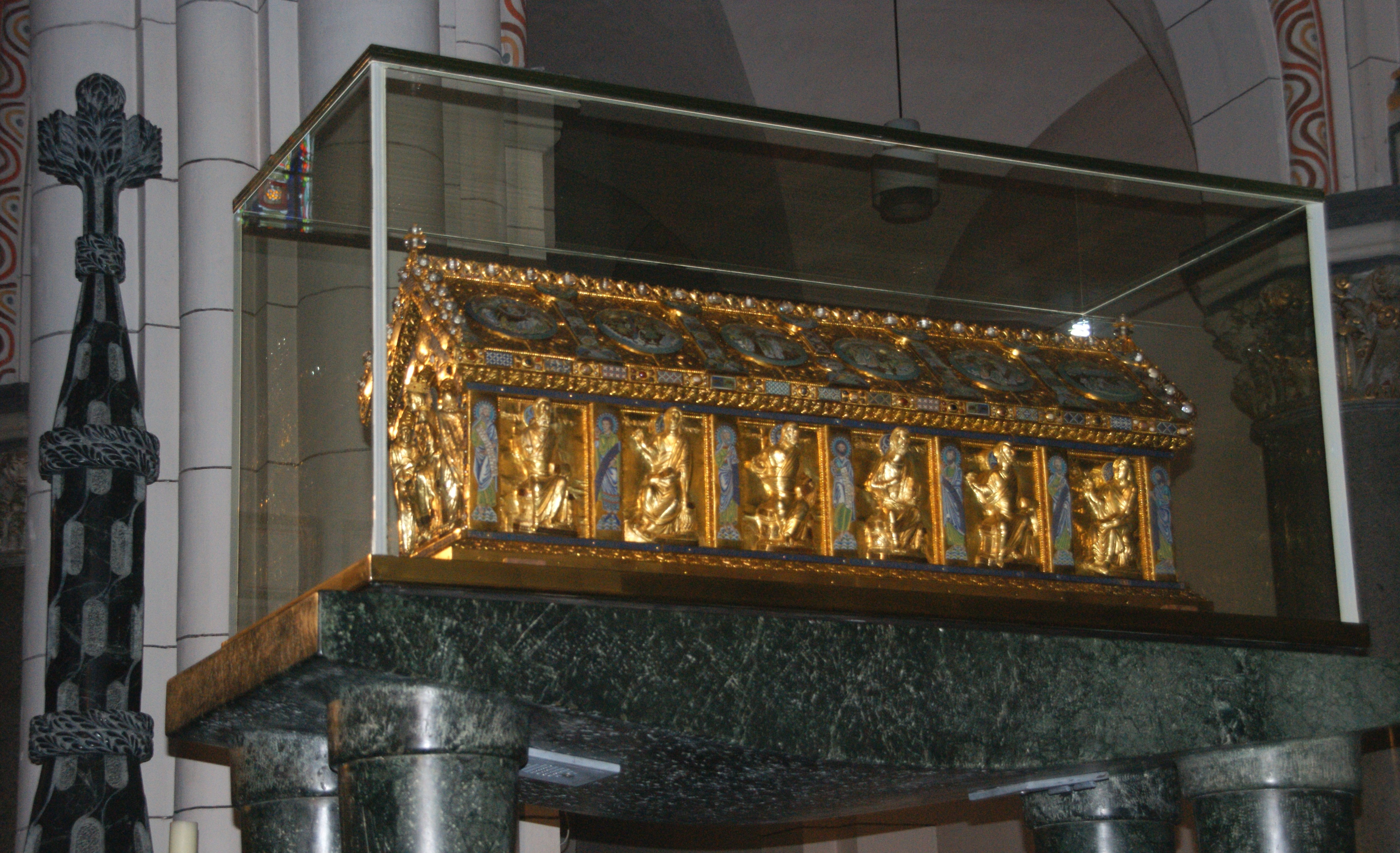
Heribertschrijn, Keulen-Deutz

### Heribertschrijn
Op 30 augustus 1147 vond de elevatio plaats van het gebeente van Heribert, wat in de middeleeuwen gelijkstond met een heiligverklaring. Rond 1175 werden de relieken van de heilige bijgezet in een kostbaar reliekschrijn, het zogenaamde Heribertschrijn, dat als een belangrijk voorbeeld van Maas-Rijnlandse edelsmeedkunst geldt. Het schrijn bevond zich aanvankelijk in de abdijkerk van Deutz, maar werd eind 19e eeuw overgebracht naar de Nieuwe Sint-Heribertkerk in Keulen-Deutz, waar het in een glazen omhulsel achter het hoofdaltaar staat opgesteld, op een stenen tafel ondersteund door vier groenmarmeren zuilen.
Het schrijn heeft de vorm van een langgerekt huis met zadeldak en meet 153 x 68 x 42 cm. De kern bestaat uit eikenhout, dat bekleed is met bewerkte, verguld koperen platen en edelstenen. De voorgevel toont een afbeelding in haut-reliëf van Christus met daaronder het portret van Heribert. Op de achtergevel is Maria afgebeeld als sedes sapientiae tussen twee engelen. Op de lange zijden van het schrijn zijn aan elke zijde zes apostelen afgebeeld. Daartussen zijn in emaille champlevé afbeeldingen van oudtestamentische profeten geplaatst. Op het dak zijn medaillons uit emaille bevestigd met episoden uit het leven van de heilige Heribertus.
Zowel het uiterlijk van het schrijn als het iconografisch programma vertoont grote gelijkenis met de Noodkist van Sint-Servaas (uit 1165-1200) in de Sint-Servaasbasiliek te Maastricht. Kunsthistorici hebben tevens overeenkomsten vastgesteld met andere reliekschrijnen in de omgeving, onder andere het Domitianusschrijn en het Mengoldschrijn in Hoei, het Hadelinusschrijn in Visé, het Karelschrijn in Aken, en een reliekgevel behorend bij het Odaschrijn te Amay (thans in het British Museum in Londen).

### Latere eerbewijzen
Begin 20e eeuw werd een beeld van Heribert van Keulen aan de Keulse stadhuistoren toegevoegd, als een van de 124 voor de stad Keulen verdienstelijke personen. Het zandstenen beeld werd gemaakt door de beeldhouwer Friedrich Lindenthal. Een marmeren gedenkplaat voor Heribert bevindt zich in het Walhalla in Donaustauf bij Regensburg.

### Heribertkerken
Van de abdij van Deutz uit de tijd van Heribert is niets meer over. Van het latere klooster zijn thans nog slechts enkele romaanse gewelfkelders bewaard gebleven. De kloosterkerk, tegenwoordig Alt St. Heribert geheten, stamt uit 1663. De nabijgelegen kerk Neu St. Heribert, ook wel Düxer (Deutzer) Dom genoemd, is een neoromaanse pijlerbasiliek uit 1891-96. In het bisdom Keulen liggen nog enkele andere aan Heribert gewijde kerken, onder andere te Hallenberg, Kreuzau en Eschweiler über Feld.
In het Nederlandse dorp Odijk (gemeente Bunnik) staat de laatgotische Sint-Heribertkerk op de plek waar al vanaf 1230 een aan Heribert gewijde kerk stond. In het Belgische Remersdaal (Voerstreek) bevindt zich de neogotische Sint-Heribertuskerk. In de Poolse stad Wodzisław Śląski werd in 1982 een nieuwgebouwde kerk aan Sint-Heribertus toegewijd.

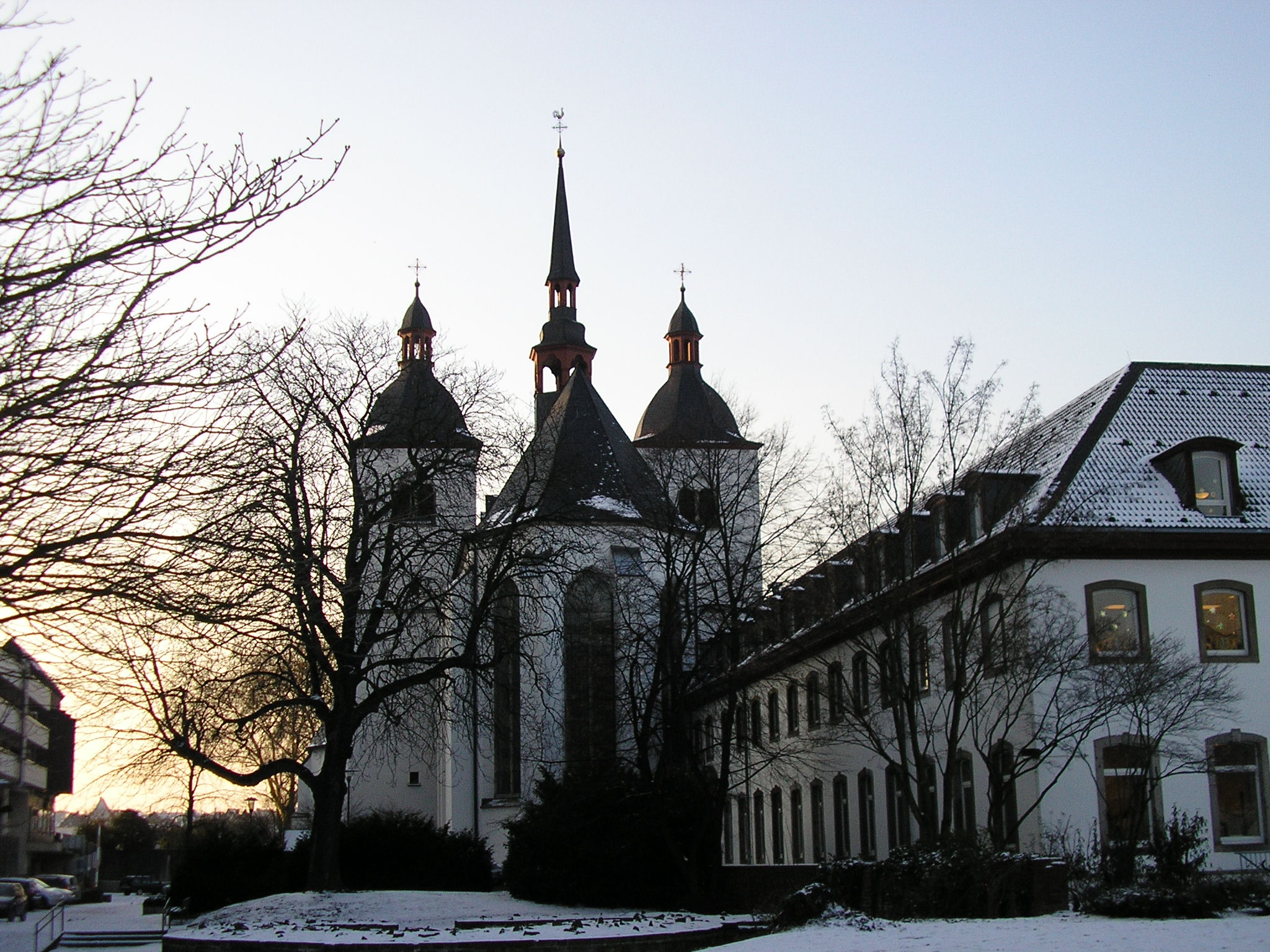
Oude St-Heribertkerk, Keulen-Deutz
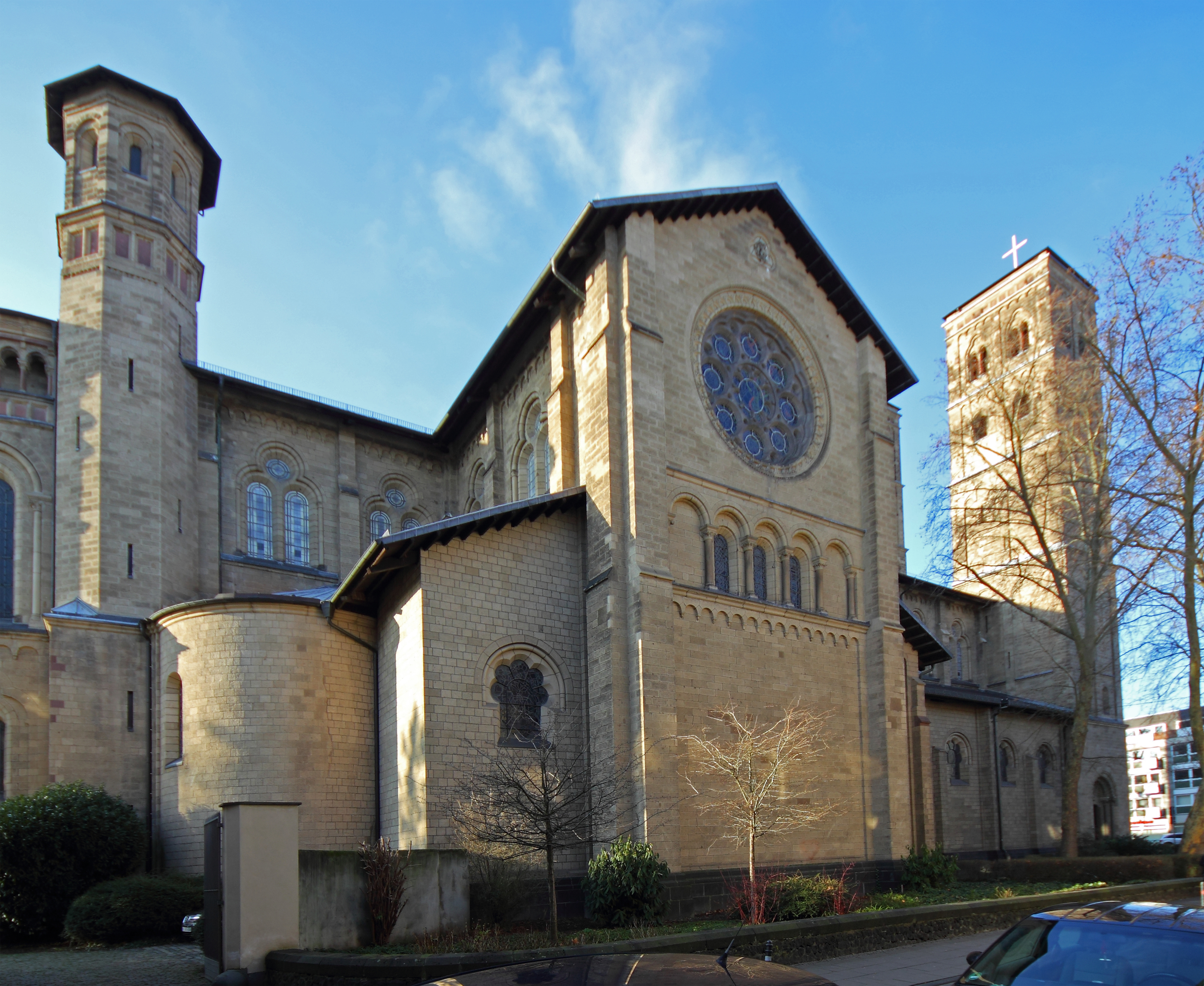
Nieuwe St-Heribertkerk, Keulen-Deutz
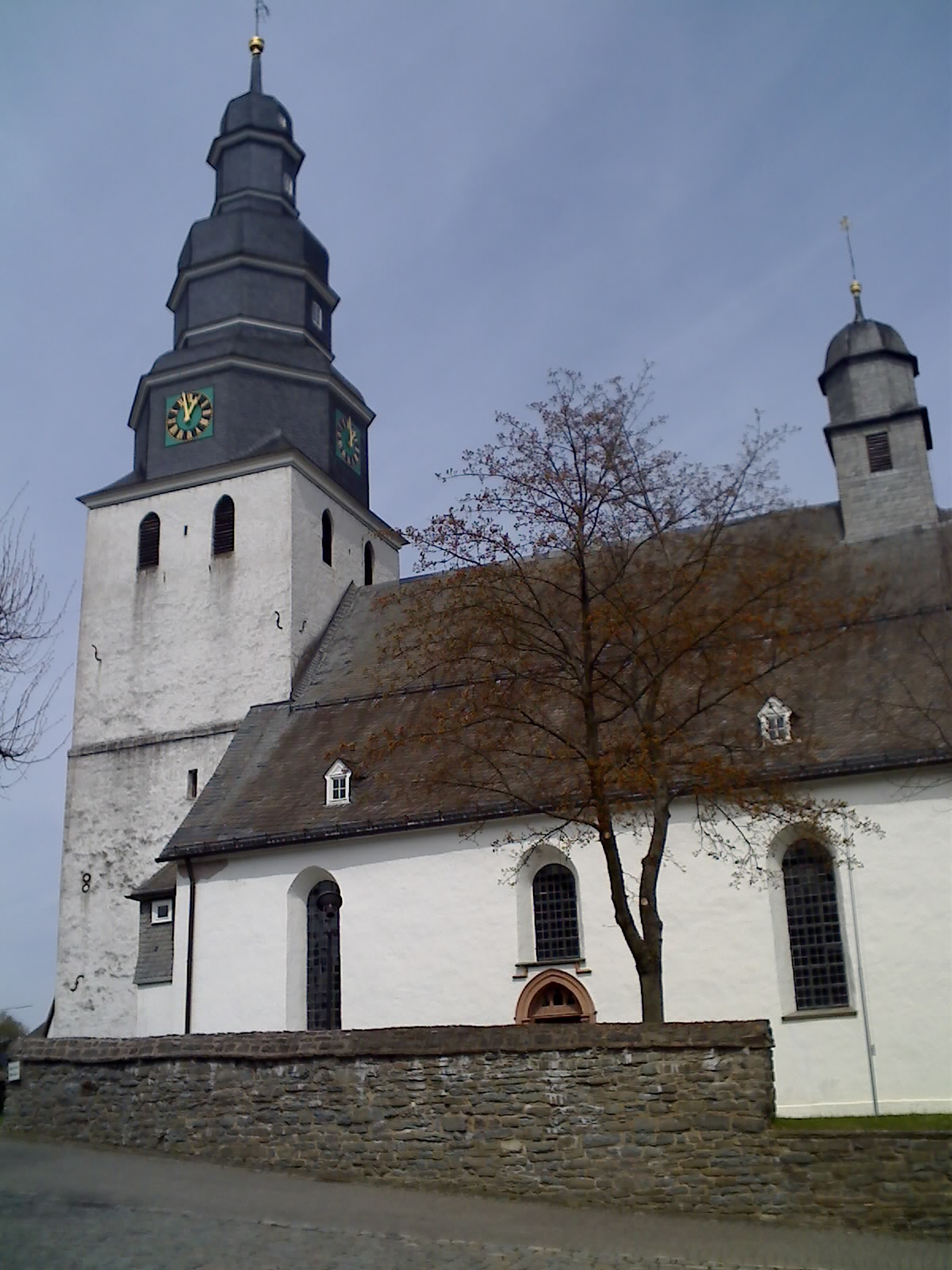
St-Heribertkerk, Hallenberg
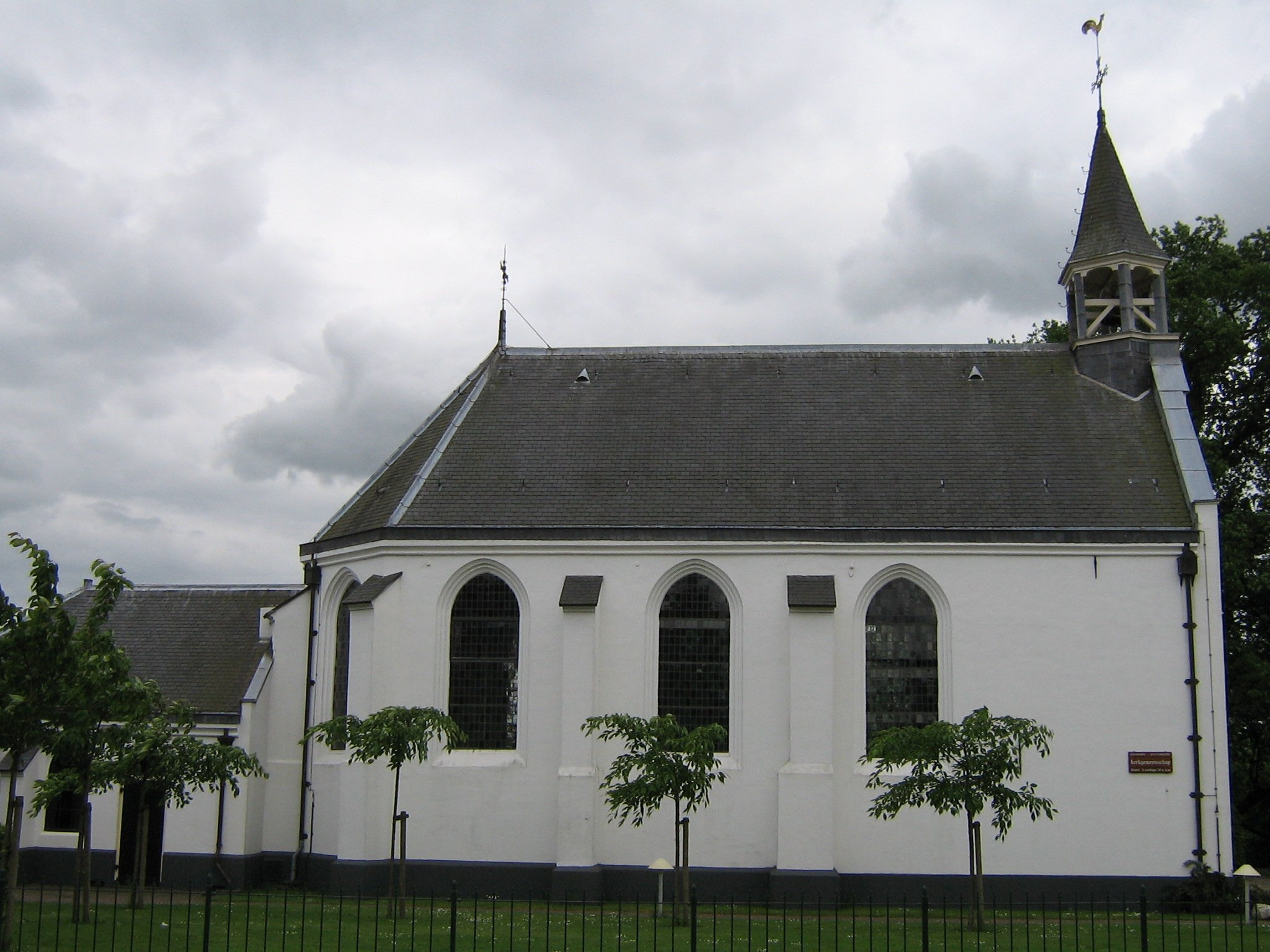
St-Heribertkerk, Odijk

- Gemeinsame Normdatei: 118549618
- International Standard Name Identifier: 0000 0003 8828 9875
- Library of Congress Control Number: no2002014541
- Nationale Bibliotheek van Tsjechië: xx0031058
- Nationale Bibliotheek van Israël: 987007262508005171
- Nederlandse Thesaurus van Auteursnamen: 073651923
- Système universitaire de documentation: 061634352
- Virtual International Authority File: 56274397
- WorldCat: E39PBJc3M8bKjCRWR8xmFMbWXd